# إلياس ستافروبولوس
إلياس ستافروبولوس (باليونانية: Ηλίας Σταυρόπουλος)‏ هو لاعب كرة قدم يوناني في مركز الهجوم، ولد في 6 مايو 1995 في سالونيك في اليونان. شارك مع منتخب اليونان تحت 19 سنة لكرة القدم. أما مع النوادي، فقد لعب مع أريس تسالونيكي.

## وصلات خارجية
- إلياس ستافروبولوس على موقع قاعدة بيانات كرة القدم.إي يو (الإنجليزية)
- إلياس ستافروبولوس على موقع Soccerway.com (الإنجليزية)